# Ants Antson

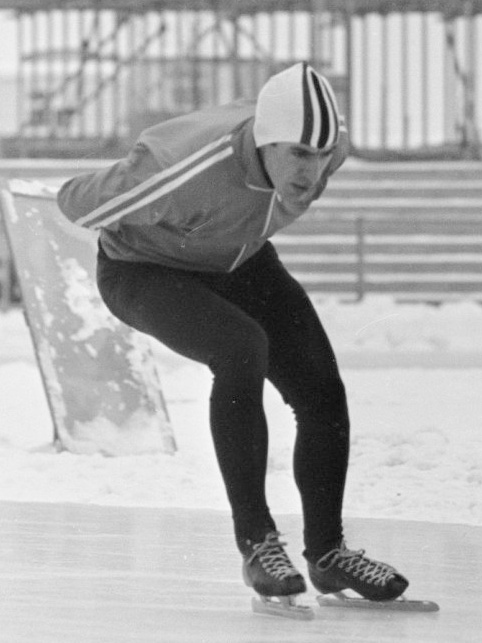
Ants Antson (1966)

Ants Arturowitsch Antson (russisch Антс Артурович Антсон; * 11. November 1938 in Tallinn; † 31. Oktober 2015 in Haapsalu) war ein estnischer Eisschnellläufer und Sportfunktionär, der aufgrund der Besetzung seines Landes durch die Sowjetunion in seiner aktiven Zeit für diese international bei Wettkämpfen antrat.

## Werdegang
Antson war als Jugendlicher als Leichtathlet, Tennisspieler und Eishockeyspieler erfolgreich, bevor er sich dem Eisschnelllauf widmete. Ab 1963 wurde er bei Kalev Tallinn von dem ehemaligen Olympiasieger Boris Schilkow trainiert, der ihn an die Weltspitze führte. 1964 gewann er bei den sowjetischen Meisterschaften den Titel über 10.000 m, wurde Zweiter über 5000 m und Fünfter im Mehrkampf. Im selben Jahr gab er sein Debüt in internationalen Wettbewerben und wurde Mehrkampf-Europameister. Bei den Olympischen Winterspielen 1964 in Innsbruck gewann er die Goldmedaille über 1500 m und wurde Fünfter über 10.000 m. Im Anschluss stellte er in Oslo mit 4:27,3 min einen Weltrekord über 3000 m auf. Bei der Eisschnelllauf-Mehrkampfweltmeisterschaft 1964 stürzte er hingegen über 500 m und belegte in der Gesamtwertung nur den 15. Rang. Dennoch wurde ihm am Ende der Saison die Oscar Mathisen Memorial Trophy verliehen.
Bei den sowjetischen Mehrkampfmeisterschaften gewann Antson 1965 Silber, 1966 Bronze, 1967 Gold und 1968 erneut Silber. Zudem holte er 1967 und 1968 den sowjetischen Meistertitel über 1500 m. International konnte er 1967 bei den Mehrkampfmeisterschaften keine Medaille erringen: bei der WM und bei der EM wurde er jeweils Vierter.
Antson ging bei den Olympischen Winterspielen 1968 in Grenoble als Titelverteidiger nochmals über 1500 m an den Start und wurde zeitgleich mit seinem Landsmann Waleri Kaplan Zwölfter. Anschließend zog er sich vom aktiven Sport zurück und arbeitete fortan im Sportverband der Estnischen SSR. Nach der Singenden Revolution war Antson im Estnischen Olympiakomitee tätig und wurde bei den Olympischen Winterspielen 1992 zum ersten olympischen Fahnenträger Estlands nach der Loslösung von der Sowjetunion.

## Ehrungen
- Gewinner der Oscar Mathisen Memorial Trophy 1964
- Estnischer Sportler des Jahres 1964
- Orden des Estnischen Roten Kreuzes 2. Kategorie (2001)[2]